# Лунни метеорити
Лунните метеорити (LUN клан), попадащи в групата LUN (от Lunaite) от тип Ахондрити са изключително редки метеорити, произхождащи от Луната. Тяхната малочисленост се доказва и от общата им маса. За всички известни лунни метеорити тя е около 756 кг, докато за сравнение, масата само на каменните метеорити Алиенде и Дзилин са съответно 2 и 4 тона.

## Произход
Лунните метеорити произлизат от много и разнообразни въздействия върху Луната. Текстурното и композиционно им разнообразие обхваща, и надвишава това на скалите, събрани при шестте мисии за кацане на Аполо, така че лунните метеорити вероятно произхождат от разнообразни места на Луната. Всъщност всичките шест мисиите на Аполо, на които са събирани проби, кацат в централната част на Луната – област, която впоследствие е показана като геохимично аномална от мисията Лунар Проспектър. Лунните метеорити, за разлика от тях, са случайни проби от Луната и следователно осигуряват много по-представителни извадки. Около половината лунни метеорити например вероятно са дошли от обратната страна на Луната.
Тъй като Луната няма атмосфера, която да ги спре, метеороидите я удрят всекидневно. Лунната скорост на изстрелване е средно 2,38 km/s, само няколко пъти по-голяма от скоростта на изстрелване на куршум (0,7 – 1,0 km/s). Всяка скала на лунната повърхност, която се ускорява от удара на метеороид до тази скорост или по-голяма, напуска гравитационното поле на Луната. Според Пол Уорън лунните метеорити идват от относително малки кратери – такива с диаметър само няколко километра. Това прави локализирането на кратера-майка на конкретен лунен метеорит особено трудно. Повечето скали, изхвърлени от Луната, се улавят от гравитационното поле на Земята или на Слънцето и се движат в орбита около тези две тела. За период от няколко години до десетки хиляди години тези, които обикалят около Земята, падат на нея. Онези, които са в орбита около Слънцето, също могат да ударят Земята до няколко десетки милиони години след изхвърлянето им от Луната. Всички лунни метеорити са били изстреляни от Луната през последните 20 милиона години, но повечето са я напуснали през последните 100 000 години.
Има някои доказателства и резултати, показващи, че астероидните метеороиди удрят западното (водещото) полукълбо на Луната (страната с Източно море) малко по-често отколкото източното полукълбо (страната с Mare Marginis). От друга страна, лунните метеороиди, напускащи източното полукълбо, имат малко по-голям шанс да достигнат Земята. Има основания да се очаква астероидните метеороиди да ударят екваториалните зони на Луната 1,28 пъти по-често отколкото полярните райони.
На близката страна на Луната има повече базалт отколкото на обратната, така че може да се очаква, че богат на желязо метеорит (базалт или базалтова брекча) вероятно произхожда от близката страна, а беден на желязо (фелдшпат) е от обратната страна.

## Брой
До юли 2021 г. са разпознати 471 лунни метеорита. Ако обаче се отчетат потвърдените или силно подозирани случаи на сдвояване, броят на действителните лунни метеорити намалява до около 150. Сдвоени се наричат фрагментите от един и същи метеорит, който се е разбил по време на падането или при удара в Земята. За съвсем наскоро намерените метеорити сдвояването все още не е установено или отхвърлено, така че действителният им брой не е известен със сигурност. Пример за сдвояване са метеоритите YAMM, открити в Антарктика – Yamato 793169 (1979), Asuka 881757 (1988), MIL 05035 (2005) и MET 01210 (2001), са сдвоени или сдвоени с изстрелване, т.е. четирите метеорита са били изхвърлени от Луната като отделни скали в рамките на един удар. Пътували са до Земята отделно и са паднали на различни места в Антарктика в различно време.

## Разпространение
Разпространението на откритите лунни метеорити по Земята е неравномерно и падането на нито един от тях не е наблюдавано от очевидци. В Северна и Южна Америка, както и в Европа, досега не е намерен нито един. Почти всички са открити в сухи места или пустини, където скалите със земен произход са редки и където метеоритите не изветрят бързо от излагане на водно въздействие. Повечето лунни метеорити са открити в пустинята Сахара в Северна Африка и в пустинята на Оман. До юли 2021 г. лунни метеорити са намерени на следните места:
- Северна Африка – 352
- Арабски полуостров (главно в Оман) – 73
- Антарктика – 42
- Австралия – 2
- Ботсвана – 2
- Общо – 471

Първият открит лунен метеорит е Ямато 791197, намерен през ноември 1979 г. в ледовете на Антарктика от 20-та японска антарктическа експедиция. Учените не са успели да го идентифицират веднага поради външната му прилика с някои въглеродни хондрити. Той остава неизследван дълго време и поради това за първи метеорит, произхождащ от Луната, е приет ALHA 81005, намерен също в Антарктика, по време на търсене на метеорити от ANSMET (Научна фондация за търсене на метеорити в Антарктика) на 18 януари 1982 г.

## Размери
Най-големият метеорит е NWA 12691, който се състои от много парчета с обща маса 104 кг. Най-големият единичен лунен метеорит е NWA 12760, тежащ 58,09 кг, е намерен в Северозападна Африка през 2017 г. Този ахондрит е един от многото от групата NWA 8046 (сдвоени метеорити), които тежат общо над 200 кг.
Едни от най-малките лунни метеорити са фрагменти, открити в Антарктика и Оман и тежат само няколко грама. Най-малките именувани метеорити са GRA 06157 (Graves Nunataks 06157) с тегло 0,788 g (Антарктика, 2006), и DaG 1048 (Dar al Gani 1048) с тегло 0,801 g (Либия, 2001).

## Възраст
Науката дава възможност да се определи колко отдавна една скала е напуснала Луната, като се използва времето на излагането ѝ на космическите лъчи. Малките скали на повърхността на Луната и в орбита около Слънцето или Земята са изложени на въздействието на космическите лъчи, които предизвикват ядрени реакции в тях и променят един изотоп в друг. Някои от тези новопроизведени изотопи са радиоактивни. Веднага след като метеоритът падне на Земята, образуването на изотопи спира, защото земната атмосфера поглъща почти всички космически лъчи. На Земята космическите радионуклиди се разпадат без по-нататъшно развитие. Най-известният такъв изотоп е 14С (въглерод-14), който се създава от кислородните атоми в метеорита. Други важни радионуклиди, получени при излагане на космически лъчи, са 10Be, 26Al, 36Cl и 41Ca. Тъй като всички те имат различен период на полуразпад, често е възможно да се прецени колко време е била изложена на въздействието им скалата, намираща се върху или близо до повърхността на Луната, колко време е било необходимо за пътуването ѝ до Земята и колко отдавна се е приземила.

## Състав и текстура
Лунните метеорити са представени главно от реголитови брекчи, съдържащи фрагменти от базалти, габро, анортозити и стъкло с ударен произход. Континенталните скали на Луната са предимно брекчи и съдържат над 50% плагиоклаз във вид на анортит, който рядко се среща на Земята. Тяхна отличителна черта е съотношението Fe/Mn в основните скалообразуващи минерали оливин и пироксен. В оливините това съотношение е приблизително 89, а в пироксените – 54. За скалите на Марс този показател е съответно около 43 и 30.
Друг критерий, универсален не само за лунните, марсианските, но и за всички метеорити, е изотопният състав на кислорода. Той отразява основните характеристики на материята и е специфичен за различните космически тела. За разлика от марсианските метеорити с уникалния си изотопен състав на кислорода, лунните скали са неразличими от земните по тази характеристика.
Между лунните, земните и марсианските скали има различия в химичния състав на скалообразуващите минерали оливини и пироксени. Лунните акцесорни минерали (<1 % в състава) са армалколит, транкилитит и пироксфероит. За първи път те са открити в лунни проби и едва по-късно в земни скали, където са изключително редки, а в марсианските изобщо липсват. Никел-желязото присъства в лунните и земни скали, докато на Марс липсва. Това се дължи на значителните разлики в окислително-възстановителните условия на трите планетарни тела.
В лунните метеорити се наблюдава анормално поведение на европия в процеса на формиране на изходните скали. В окислителните условия на Земята и Марс европият, подобно на други редкоземни елементи, проявява валентност +3 и не се отделя от тях. В редуциращата среда на Луната европият е двувалентен и се концентрира в плагиоклаза, замествайки калция в него.
Някои лунни метеорити почти веднага се разпознават като такива, тъй като имат везикуларни (мехурчести) ядрени кори. Нито една земна скала и никой друг вид метеорит няма кора, която е толкова везикуларна, колкото тази на лунните метеорити. Някои лунни метеорити (базалтите) нямат такава кора, тъй като при повечето, които са открити в горещи пустини, тя е отстранена от вятъра. При липса на термоядрена кора лунен или марсиански метеорит е по-вероятно да бъде определен като астероиден, тъй като по минералогия и плътност прилича повече на земните скали.
Лунните метеорити съдържат много по-малко количество метал от обикновените хондрити, така че повечето не са привлечени от магнит. Имат плътност, подобна на тази на земните скали, не са тежки за размера си, както и повечето останали метеорити. Дори за експерт обикновено не е възможно да идентифицира лунен метеорит само като го погледне. Доказателството може да се получи само от скъпи и отнемащи време тестове.
На повърхността на Луната лежи хлабав слой от отломъчен материал – реголит с дебелина до 10 м. Образуван е поради смачкване и смесване на основния материал по време на бомбардировката на лунната повърхност от метеороиди. Основните скали на Луната са разделени на две групи – континентална, съдържаща предимно анортозити, състоящи се от фелдшпат, и морска, базалтова. Морета се наричат тъмните участъци от повърхността. Континенталните скали са много древни, на възраст до 4,5 милиарда години, което е близо до времето на образуване на планетарните тела в Слънчевата система. Те са се формирали предимно в периода на интензивна бомбардировка от метеорити преди повече от 3,9 милиарда години.
В края на горния период е имало изливане на морски базалти, предимно преди 3,8 – 3,2 милиарда години. Лунните морета заемат 17% от повърхността на Луната и морските метеорити заемат почти същия процент от общия брой на лунните метеорити. Лунните метеорити съответстват на състава на лунната повърхност, сред тях преобладават континентални метеорити, по-малко морски и доста смесени. Повечето континентални и смесени метеорити са брекчи – скали, съдържащи отломки и минерали в стъкловидна матрица, образувана от удари и последвало топене. Сред морските метеорити присъстват както обикновени базалти, така и базалтови брекчи. Брекчите са получени в резултат от бомбардировката с метеорити, която продължава и до днес, само мащабите ѝ са намалели. Реголитът, образуван в района на моретата, е в по-тънък слой, отколкото в района на континентите.

## Класификация
Класификацията на лунните метеорити е направена на база минералния им състав, текстура, петрология и химичен състав. Концентрацията на желязо или алуминий служи като полезна система за химическа класификация на лунните скали. Морските базалти (например NWA 032) или брекчи, съставени главно от материал от равнините, са бедни на алуминий и богати на желязо. За разлика от тях, метеоритите от фелдшпатовите планини са богати на алуминий и бедни на желязо.

### LUN A

#### Анортозитни реголитни планински брекчи
Те произхождат от планини, разположени главно на обратната страна на Луната, която не се вижда от Земята и заемат по-голямата част от повърхността ѝ. Състоят се от реголит, образуван под действието на метеоритни бомбардировки и слънчев вятър, слепнал прах, със значителни фрагменти от плагиоклаз. Фелдшпатите са едни от най-често срещаните минерали в земната кора и на Луната. Скалите на лунните планини съдържат висок дял (60 – 99%) от фелдшпат във вид на плагиоклаз. Плагиоклазът на лунните планини е богата на калций разновидност, известна като анортит, а той, подобно на всички форми на фелдшпата, е богат на алуминий и беден на желязо. Минералогично скала, съставена предимно от анортит, се нарича анортозит и повечето скали от лунните планини всъщност са анортозити. Това е и основната скала, която съставлява минералите в лунните планини и следователно тези метеорити са и най-ногобройни.

#### Анортозитни фрагментирани планински брекчи
Те също произлизат от лунните планини, но се състоят не от реголит, а от брекчирани фрагменти на скали, намиращи се под лунната повърхност. Състоят се от анортозит, богат на калций плагиоклаз, пироксен, оливин, и някои други минерали. Брекчите могат да бъдат мономиктни, съставени само от един вид скала, диктични (дилитологични), съдържащи два вида скали или полимиктни, съставени от повече видове скали. Терминът „диктични“ обикновено се употребява за общ вид скала, събрана по време на мисията Аполо 16, която се състои от анортозит със светъл цвят и мафични, богати на желязо тъмни скали.

#### Анортозитни ударни стопени брекчи
Ударите на астероидните метеорити върху Луната разбиват скалите на лунната кора, а повишената от това температура предизвиква слепването им отново. Почти всички лунни метеорити от високопланинските райони са брекчи – текстурен термин за скала, съставена от фрагменти от други скали, уплътнени ударно или слепени от частична или пълна стопилка. Когато стопилката се охлади, тя образува ударно-разтопена брекча – класти, обхванати в матрица от втвърдената, стъкловидна или кристална, ударна стопилка. Съставът на тези брекчи е подобен на този на други планински лунни метеорити, но в тях се намират определени минерали, които имат изразена шокова форма. Това се дължи на ударния ефект, предшестващ промените в тяхната структура. Например, под въздействието на високото налягане, в тях се срещат характерни минерали и стъклени вени, характерни само за ударните скали.

### LUN B – Морски базалти
Това са проби от лунните морета – големи тъмни котловини, които образуват лунните равнини. Морските скали са класифицирани като базалти, защото са кристални, магмени скали, състоящи се главно от пироксенов пижонит и авгит, с ниско съдържание на плагиоклаз и оливин. В сравнение с планинските скали, морските базалти са по-млади, възникнали около милиард години след планините. Те са се образували, когато магмата на Луната е изригнала в басейните, образувани от ударите на малки астероиди в началото на лунната история. Богати са на желязо, тъй като съдържат пироксен, оливин и илменит, а всички тези минерали са богати на желязо. Количеството пироксен + оливин + илменит надвишава количеството на бедния на желязо плагиоклаз.

### LUN G – Морско габро
Лунната повърхност е покрита с финозърнест материал, наречен реголит. Ударната вълна, може да го литифицира и да превърне финия прахообразен материал в реголитова брекча. При литификацията в дълбочина по-грубите фрагменти образуват фрагментарна брекча. Тази група включва брекчирани и небрекчирани лунни метеорити с едрозърнеста структура. По състав те принадлежат към габрото – скала, състояща се предимно от плагиоклаз, под формата на анортит, и пироксен във вид на пижонит и авгит.

### LUN N – Норити
Норитът е вид габро, едрозърнеста интрузивна скала, съдържаща като основен минерал плагиоклаз (лабрадорит), различаваща се от габрото по присъствието на ортопироксен (хиперстен) като доминиращ мафичен минерал. Единственият известен представител на групата LUN N, намерен на три части близо до Дчира в Западна Сахара и наречен NWA 773, е много значим, защото представлява вид скала, каквато никога не е вземана като проба от мисиите на „Луна“ или „Аполо“, но все пак от орбита е открита на няколко места по повърхността. Възможен източник на NWA 773 е кратерът Ейткен, голяма ударна структура близо до южния полюс на Луната, която е добре известна със своя норитен състав и вторични ударни кратери.